# Типи розміщення популяцій у фітоценозі
Типи розміщення популяцій у фітоценозі — моделі розміщення популяцій по площі ценозу. П. Грейг-Сміт (англ. Greig-Smith) розрізняє три види розміщення: випадкове (поява особини в конкретній точці ценозу є подія випадкова і рівноймовірна для усіх точок), регулярне (особини мають тенденцію до рівномірного розміщення, тобто знаходяться одна від одної приблизно на однаковій відстані) і групове (особини мають тенденцію скупчуватися.
В. І. Василевич розрізняє ті ж три типи розміщення особин, називаючи їх відповідно випадковим, регулярним і контагіозним (або «плямистим»). Крім того, він розрізняє ще псевдоконтагіозне розміщення особин (вид на частині площі розміщений випадково і рівномірно або регулярно, а на іншій частині площі відсутній в силу деяких причин). Гудол (англ. Goodall) контагіозне розміщення називає агрегованим розподілом.
У роботах 1930-х років використовувалися поняття недорозсіяння (регулярний розподіл) та зверхрозсіяння (контагіозне), які у даний час застаріли. Визначення основного, що найбільш часто зустрічається в реальній практиці геоботанічного типу розміщення як випадкового представляється не зовсім вірним — контагіозне розміщення також є випадковим, тільки з іншим ступенем агрегованості особин.
Доцільно ввести два види альтернативних критеріїв для опису типів проживання: стохастичність — стохастична детермінованість і рівномірність — нерівномірність. Тоді можна більш коректно визначити відомі типи розміщення: стохастично-детерміноване рівномірне (відповідає регулярному), стохастично детерміноване нерівномірне (псевдоконтагіозне), стохастичне рівномірне (випадкове) і стохастично нерівномірне (контагіозне). Перші два типи можуть бути зустрінуті тільки у штучних фітоценозах. Дані типи досліджуються методами аналізу розподілу і аналізу розміщення.

## Виноски
1. ↑  Грейг-Смит П. Количественная экология растений. — М.: Мир, 1967. — 359 с.
2. ↑   Василевич В. И. Количественные методы изучения структуры растительности: Итоги науки и техники. — Ботаника. — М.: ВИНИТИ, 1972. — Т. 1. — С. 7-83.